# Riós
Riós – gmina w Hiszpanii, w prowincji Ourense, w Galicji, o powierzchni 144,44 km². W 2011 roku gmina liczyła 1803 mieszkańców.